# Kubanische Fußballnationalmannschaft (U-17-Junioren)
Die kubanische U-17-Fußballnationalmannschaft ist eine Auswahlmannschaft kubanischer Fußballspieler. Sie unterliegt der Asociación de Fútbol de Cuba und repräsentiert sie international auf U-17-Ebene, etwa in Freundschaftsspielen gegen die Auswahlmannschaften anderer nationaler Verbände, bei CONCACAF U-17-Meisterschaften und U-17-Weltmeisterschaften.
Die Mannschaft wurde 1988 im eigenen Land CONCACAF-Meister. Zudem erreichte sie 1991 in Trinidad und Tobago den dritten Platz und 1992, erneut in Kuba, den vierten Platz.
Bei ihren beiden WM-Teilnahmen 1989 und 1991 schied sie jeweils in der Vorrunde aus.

## Teilnahme an U-17-Weltmeisterschaften
(Bis 1989 U-16-Weltmeisterschaft)
| 1985 | nicht teilgenommen |
| 1987 | nicht teilgenommen |
| 1989 | Vorrunde           |
| 1991 | Vorrunde           |
| 1993 | nicht qualifiziert |
| 1995 | nicht qualifiziert |
| 1997 | nicht qualifiziert |
| 1999 | nicht qualifiziert |
| 2001 | nicht qualifiziert |
| 2003 | nicht qualifiziert |
| 2005 | nicht qualifiziert |
| 2007 | nicht qualifiziert |
| 2009 | nicht qualifiziert |
| 2011 | nicht qualifiziert |
| 2013 | nicht qualifiziert |
| 2015 | nicht qualifiziert |
| 2017 | nicht qualifiziert |
| 2019 | nicht qualifiziert |
| 2023 | nicht qualifiziert |

## Teilnahme an CONCACAF U-17-Meisterschaften
(1983–1988: CONCACAF U-16-Meisterschaft, 1999–2007: In zwei Gruppen ausgetragenes WM-Qualifikationsturnier)
| 1983 | nicht teilgenommen  |
| 1985 | nicht teilgenommen  |
| 1987 | nicht teilgenommen  |
| 1988 | Sieger              |
| 1991 | 3. Platz            |
| 1992 | 4. Platz            |
| 1994 | nicht teilgenommen  |
| 1996 | nicht teilgenommen  |
| 1999 | nicht teilgenommen  |
| 2001 | nicht qualifiziert  |
| 2003 | 4. Platz (Gruppe B) |
| 2005 | 3. Platz (Gruppe A) |
| 2007 | nicht qualifiziert  |
| 2009 | Vorrunde            |
| 2011 | Vorrunde            |
| 2013 | nicht qualifiziert  |
| 2015 | Vorrunde            |
| 2017 | nicht qualifiziert  |
| 2019 | nicht teilgenommen  |
| 2023 | Achtelfinale        |